# Плодовый скосарь
Плодовый скосарь (лат. Otiorhynchus aurosparsus) — вид долгоносиков-скосарей из подсемейства Entiminae.

## Распространение
Распространён в Предкавказье.

## Описание
Жук длиной 7-9 мм. Тело продолговатое, стройное. Имеет чёрную окраску. Полностью весь покрыт пыльцевидными, отливающими медно-красным цветом чешуйками. Передние голени слабо расширенные кнаружи, особенно у самцов. Бёдра с очень мелким зубцом.

## Экология
Является вредителем плодовых деревьев.